# Partido judicial de Granada
El partido judicial de Granada es uno de los nueve partidos en los que se divide la provincia de Granada, en España.

## Ámbito geográfico
El ámbito territorial, que viene regulado por el Real Decreto 529/1983, de 9 de marzo, comprende los municipios de:
| - Albolote - Albuñuelas - Alfacar - Armilla - Atarfe - Beas de Granada - Benalúa de las Villas - Cájar - Calicasas - Campotéjar - Cenes de la Vega - Chimeneas - Churriana de la Vega - Cogollos Vega - Colomera - Dehesas Viejas - Deifontes | - Dílar - Domingo Pérez de Granada - Dúdar - Dúrcal - Gójar - Granada - Guadahortuna - Güéjar Sierra - Güevéjar - Huétor Santillán - Huétor Vega - Iznalloz - Jun - Lecrín - Maracena - Moclín - Monachil | - Montejícar - Montillana - Nigüelas - Nívar - Ogíjares - Padul - Peligros - Píñar - Pinos Genil - Pinos Puente - Pulianas - Quéntar - Torre-Cardela - Valderrubio - El Valle - Villamena - Víznar - La Zubia |